# Валійська Марія
З. Лебедєва, у шлюбі Валійська, відома як Марія Валійська (нар. 22 липня (3 серпня) 1896, Кременчук, нині Полтавська область — пом. 25 березня 1959, Нью-Йорк) — українська оперна співачка (сопрано), концертна співачка, театральна режисерка.

## Біографія
Навчалась сценічного мистецтва у М. Садовського. Виступала у 1916—1919 роках в Києві в Українському музично-драматичному театрі М. Садовського, у 1919—1920 роках — в Українському державному театрі міста Кам'янець-Подольський, в 1920—1921 роках — у львівському театрі «Співомовки» (керував Лев Лепкий).
З 1921 до середини 1920-х років виступала з сольними концертами у Варшаві, Кракові, Гродно. В них виконувала твори зарубіжних і українських композиторів, українські народні пісні. У Варшаві також співала в Українському національному хорі і на Варшавському радіо.
З середини 1920-х років жила в Німеччині. Тут в таборі м. Горсфельда організувала Український театр, в якому була режисеркою. Наприкінці 1920-х рр. емігрувала до США, де не змогла займатися творчою діяльністю і була змушена працювати на фабриці.
Похована поряд з чоловіком, генералом Армії УНР Аркадієм Валійським, на українському православному цвинтарі у Баунд-Бруку, штат Нью-Джерсі.

## Вибрані оперні партії
- Оксана («Запорожець за Дунаєм» С. Гулак-Артемовського)
- Наталка («Наталка Полтавка» М. Лисенка),
- Катерина («Катерина» М. Аркаса)